# 38 cm schwerer Ladungswerfer
38 cm schwerer Ladungswerfer – niemiecki moździerz trzonowy z okresu II wojny światowej. Mimo zaangażowania projektantów mającego na celu wyeliminowanie słabości moździerza, broń ta była po prostu za ciężka, aby odegrać znaczącą rolę w walkach. Problem masy moździerza sprawiał, że broń posiadała własną platformę, która ją przenosiła. Było to tym bardziej skomplikowane, że moździerz ładował się długo, a po każdym wystrzale unosił się kłęb dymu. Do końca wojny Niemcy wyprodukowali jedynie znikomą liczbę tych moździerzy.